# Bob- und Skeleton-Europameisterschaften 2018
Die Bob- und Skeleton-Europameisterschaften 2018, offiziell BMW IBSF European Championship, fanden bereits zwischen dem 16. bis 17. Dezember 2017 im Innsbrucker Stadtteil Igls auf dem Olympia Eiskanal Igls  statt. Sie wurden im Rahmen des jeweils fünften Bob- und Skeleton-Weltcup-Wettbewerbs ausgetragen. Wie schon im Vorjahr gewannen deutsche Bobfahrer alle Titel. Francesco Friedrich wurde Europameister im Zweierbob der Männer, Johannes Lochner sicherte sich den Titel im Viererbob. Bei den Frauen setzte sich Stephanie Schneider durch. Im Skeleton  gewann die Russin Jelena Nikitina ihren zweiten EM-Titel, der Lette Martins Dukurs konnte seinen neunten EM-Titel in Folge feiern.

## Bobsport

### Zweierbob Männer
Datum: 16. Dezember 2017
| Platz | Bob                                              | Lauf 1 Platz | Lauf 2 Platz | Gesamtzeit Rückstand |
| ----- | ------------------------------------------------ | ------------ | ------------ | -------------------- |
| 1     | DeutschlandFrancesco Friedrich Thorsten Margis   | 51,89 s 1    | 51,82 s 1    | 1:43,71 min ±0,00 s  |
| 2     | SchweizClemens Bracher Michael Kuonen            | 52,09 s 2    | 52,02 s 2    | 1:44,11 min +0,40 s  |
| 3     | DeutschlandJohannes Lochner Joshua Bluhm         | 52,12 s 3    | 52,04 s 3    | 1:44,16 min +0,45 s  |
| 4     | LettlandOskars Ķibermanis Matīss Miknis          | 52,13 s 4    | 52,14 s 5    | 1:44,27 min +0,56 s  |
| 5     | LettlandOskars Melbārdis Daumants Dreiškens      | 52,18 s 5    | 52,11 s 4    | 1:44,29 min +0,58 s  |
| 6     | ÖsterreichBenjamin Maier Markus Sammer           | 52,23 s 7    | 52,21 s 6    | 1:44,44 min +0,73 s  |
| 7     | DeutschlandNico Walther Christian Poser          | 52,25 s 8    | 52,24 s 7    | 1:44,49 min +0,78 s  |
| 8     | TschechienDominik Dvořák Jakub Nosek             | 52,19 s 6    | 52,31 s 9    | 1:44,50 min +0,79 s  |
| 9     | FrankreichRomain Heinrich Lionel Lefèbvre        | 52,38 s 14   | 52,29 s 8    | 1:44,67 min +0,96 s  |
| 10    | RusslandAlexander Kasjanow Alexei Puschkarjow    | 52,30 s 9    | 52,38 s 12   | 1:44,68 min +0,97 s  |
| 11    | SchweizRico Peter Thomas Amrhein                 | 52,37 s 11   | 52,33 s 10   | 1:44,70 min +0,99 s  |
| 12    | ÖsterreichMarkus Treichl Ekemini Bassey          | 52,31 s 10   | 52,42 s 13   | 1:44,73 min +1,02 s  |
| 12    | RusslandAlexei Stulnew Kirill Antjuch            | 52,37 s 11   | 52,36 s 11   | 1:44,73 min +1,02 s  |
| 14    | Vereinigtes KönigreichBrad Hall Nicholas Gleeson | 52,37 s 11   | 52,51 s 14   | 1:44,88 min +1,17 s  |
| 15    | Vereinigtes KönigreichBruce Tasker Joel Fearon   | 52,39 s 16   | –            | 52,39 s              |
| 16    | RusslandMaxim Andrianow Michail Mordassow        | 52,41 s 17   | –            | 52,41 s              |
| 17    | PolenMateusz Luty Krzysztof Tylkowski            | 52,47 s 18   | –            | 52,47 s              |
| 18    | MonacoRudy Rinaldi Boris Vain                    | 52,52 s 18   | –            | 52,52 s              |
| 19    | LettlandUģis Žaļims Dāvis Spriņģis               | 52,74 s 19   | –            | 52,74 s              |
|       | NiederlandeIvo de Bruin Bror van der Zijde       | –            | –            | DSQ                  |

### Viererbob Männer
Datum: 17. Dezember 2017
| Platz | Bob                                                                              | Lauf 1 Platz | Lauf 2 Platz | Gesamtzeit Rückstand |
| ----- | -------------------------------------------------------------------------------- | ------------ | ------------ | -------------------- |
| 1     | DeutschlandJohannes Lochner Marc Rademacher Joshua Bluhm Christian Rasp          | 51,34 s 2    | 51,11 s 1    | 1:42,45 min ±0,00 s  |
| 2     | DeutschlandFrancesco Friedrich Candy Bauer Martin Grothkopp Thorsten Margis      | 51,26 s 1    | 51,39 s 4    | 1:42,65 min +0,20 s  |
| 3     | LettlandOskars Melbārdis Helvijs Lūsis Daumants Dreiškens Jānis Strenga          | 51,49 s 4    | 51,36 s 2    | 1:42,85 min +0,40 s  |
| 4     | DeutschlandNico Walther Kevin Kuske Christian Poser Eric Franke                  | 51,47 s 3    | 51,45 s 7    | 1:42,92 min +0,47 s  |
| 5     | RusslandAlexei Stulnew Ilja Malych Kirill Antjuch Roman Koschelew                | 51,57 s 7    | 51,37 s 3    | 1:42,94 min +0,49 s  |
| 6     | LettlandOskars Ķibermanis Jānis Jansons Matīss Miknis Raivis Zīrups              | 51,53 s 6    | 51,43 s 6    | 1:42,96 min +0,51 s  |
| 7     | RusslandAlexander Kasjanow Ilwir Chusin Wassili Kondratenko Alexei Puschkarjow   | 51,52 s 5    | 51,46 s 8    | 1:42,98 min +0,53 s  |
| 8     | ÖsterreichBenjamin Maier Kilian Walch Markus Sammer Dănuț Moldovan               | 51,61 s 9    | 51,41 s 5    | 1:43,02 min +0,57 s  |
| 9     | SchweizRico Peter Fabio Badraun Simon Friedli Thomas Amrhein                     | 51,60 s 8    | 51,58 s 11   | 1:43,18 min +0,73 s  |
| 10    | RusslandMaxim Andrianow Juri Selichow Ruslan Samitow Michail Mordassow           | 51,71 s 12   | 51,57 s 10   | 1:43,28 min +0,83 s  |
| 11    | Vereinigtes KönigreichBrad Hall Nicholas Gleeson Andrew Matthews Gregory Cackett | 51,64 s 10   | 51,65 s 13   | 1:43,29 min +0,84 s  |
| 12    | FrankreichLoïc Costerg Vincent Ricard Vincent Castell Dorian Hauterville         | 51,73 s 13   | 51,58 s 11   | 1:43,31 min +0,86 s  |
| 13    | Vereinigtes KönigreichLamin Deen Bruce Tasker Joel Fearon Ben Simons             | 51,76 s 14   | 51,56 s 9    | 1:43,32 min +0,87 s  |
| 14    | ÖsterreichMarkus Treichl Markus Glück Marco Rangl Ekemini Bassey                 | 51,65 s 11   | 51,77 s 16   | 1:43,42 min +0,97 s  |
| 15    | TschechienDominik Dvořák Jan Šindelář Adam Dobeš Jakub Nosek                     | 51,80 s 15   | 51,70 s 14   | 1:43,50 min +1,05 s  |
| 16    | NiederlandeIvo de Bruin Jeroen Piek Bror van der Zijde Janko Franjić             | 51,83 s 16   | 51,73 s 15   | 1:43,56 min +1,11 s  |
| 17    | SchweizClemens Bracher Alain Knuser Marcel Dobler Michael Kuonen                 | 51,86 s 17   | –            | 51,86 s              |
| 18    | PolenMateusz Luty Kamil Masztak Łukasz Miedzik Grzegorz Kossakowski              | 51,90 s 18   | –            | 51,90 s              |
|       | MonacoRudy Rinaldi Thibault Demarthon Steven Borges Mendonaca Boris Vain         | DNS          | DNS          | DNS                  |

### Zweierbob Frauen
Datum: 16. Dezember 2017
| Platz | Bob                                                    | Lauf 1 Platz | Lauf 2 Platz | Gesamtzeit Rückstand |
| ----- | ------------------------------------------------------ | ------------ | ------------ | -------------------- |
| 1     | DeutschlandStephanie Schneider Annika Drazek           | 53,18 s 1    | 53,10 s 1    | 1:46,28 min ±0,00 s  |
| 2     | DeutschlandMariama Jamanka Lisa Buckwitz               | 53,47 s 2    | 53,18 s 2    | 1:46,65 min +0,37 s  |
| 3     | DeutschlandAnna Köhler Ann-Christin Strack             | 53,57 s 3    | 53,46 s 3    | 1:47,03 min +0,75 s  |
| 4     | Vereinigtes KönigreichMica McNeill Mica Moore          | 53,88 s 4    | 53,85 s 4    | 1:47,73 min +1,45 s  |
| 5     | RusslandAlexandra Rodionowa Anastassija Kotscherschowa | 54,03 s 6    | 53,86 s 5    | 1:47,89 min +1,61 s  |
| 6     | ÖsterreichKatrin Beierl Jennifer Onasanya              | 53,96 s 5    | 53,95 s 7    | 1:47,91 min +1,63 s  |
| 7     | RusslandNadeschda Sergejewa Julija Belomestnych        | 54,09 s 8    | 53,92 s 6    | 1:48,01 min +1,73 s  |
| 8     | ÖsterreichChristina Hengster Valerie Kleiser           | 54,03 s 6    | 54,07 s 10   | 1:48,10 min +1,82 s  |
| 9     | SchweizSabina Hafner Eveline Rebsamen                  | 54,15 s 11   | 53,97 s 8    | 1:48,12 min +1,84 s  |
| 10    | RumänienAndreea Grecu Beatrice Puiu                    | 54,11 s 10   | 54,06 s 9    | 1:48,17 min +1,89 s  |
| 11    | BelgienAn Vannieuwenhuyse Sara Aerts                   | 54,10 s 9    | 54,16 s 12   | 1:48,26 min +1,98 s  |
| 12    | BelgienElfje Willemsen Sophie Vercruyssen              | 54,25 s 12   | 54,07 s 10   | 1:48,32 min +2,04 s  |

## Skeleton

### Frauen
| Rang | Athletin              | Nation         | Lauf 1  | Lauf 1 | Lauf 2  | Lauf 2 | Gesamt      |
| Rang | Athletin              | Nation         | Zeit    | Rang   | Zeit    | Rang   | Zeit        |
| ---- | --------------------- | -------------- | ------- | ------ | ------- | ------ | ----------- |
| 1    | Jelena Nikitina       | Russland       | 54,41 s | 1      | 54,39 s | 1      | 1:48,80 min |
| 2    | Jacqueline Lölling    | Deutschland    | 54,73 s | 2      | 54,74 s | 4      | 1:49,47 min |
| 3    | Janine Flock          | Österreich     | 54,90 s | 3      | 54,71 s | 3      | 1:49,09 min |
| 4    | Laura Deas            | Großbritannien | 54,95 s | 4      | 54,67 s | 2      | 1:49,62 min |
| 5    | Kimberley Bos         | Niederlande    | 54,97 s | 5      | 54,75 s | 5      | 1:49,72 min |
| 6    | Lelde Priedulēna      | Lettland       | 55,05 s | 6      | 55,00 s | 11     | 1:50,05 min |
| 6    | Maria Orlova          | Russland       | 55,11 s | 7      | 54,94 s | 9      | 1:50,05 min |
| 8    | Tina Hermann          | Deutschland    | 55,21 s | 8      | 54,93 s | 7      | 1:50,14 min |
| 8    | Kim Meylemans         | Belgien        | 55,21 s | 8      | 54,93 s | 7      | 1:50,14 min |
| 10   | Marina Gilardoni      | Schweiz        | 55,24 s | 11     | 54,91 s | 6      | 1:50,15 min |
| 11   | Anna Fernstädt        | Deutschland    | 55,27 s | 12     | 54,96 s | 10     | 1:50,23 min |
| 12   | Lizzy Yarnold         | Großbritannien | 55,21 s | 8      | 55,14 s | 12     | 1:50,35 min |
| 13   | Madelaine Smith       | Großbritannien | 55,28 s | 13     | 55,34 s | 14     | 1:50,62 min |
| 14   | Renata Chusina        | Russland       | 55,55 s | 14     | 55,26 s | 13     | 1:50,81 min |
| 15   | Valentina Margaglio   | Italien        | 55,18 s | 15     | DNQ     | DNQ    |             |
| 16   | Joska Le Conté        | Niederlande    | 55,81 s | 16     | DNQ     | DNQ    |             |
| 17   | Maria Marinela Mazilu | Rumänien       | 55,90 s | 17     | DNQ     | DNQ    |             |
| 18   | Maria Montejano       | Spanien        | 56,01 s | 18     | DNQ     | DNQ    |             |
| 19   | Maya Pedersen         | Norwegen       | 56,72 s | 19     | DNQ     | DNQ    |             |

### Männer
| Rang | Athlet                    | Nation         | Lauf 1  | Lauf 1 | Lauf 2  | Lauf 2 | Gesamt      |
| Rang | Athlet                    | Nation         | Zeit    | Rang   | Zeit    | Rang   | Zeit        |
| ---- | ------------------------- | -------------- | ------- | ------ | ------- | ------ | ----------- |
| 1    | Martins Dukurs            | Lettland       | 53,15 s | 1      | 52,88 s | 1      | 1:46,03 min |
| 2    | Nikita Tregubow           | Russland       | 53,31 s | 2      | 53,21 s | 2      | 1:46,52 min |
| 3    | Axel Jungk                | Deutschland    | 53,68 s | 5      | 53,32 s | 3      | 1:47,00 min |
| 4    | Christopher Grotheer      | Deutschland    | 53,56 s | 3      | 53,52 s | 5      | 1:47,08 min |
| 5    | Tomass Dukurs             | Lettland       | 53,65 s | 4      | 53,52 s | 5      | 1:47,17 min |
| 6    | Alexander Gassner         | Deutschland    | 53,83 s | 7      | 53,45 s | 4      | 1:47,28 min |
| 7    | Marcus Wyatt              | Großbritannien | 53,82 s | 6      | 53,61 s | 8      | 1:47,43 min |
| 8    | Wladislaw Marchenkov      | Russland       | 54,00 s | 9      | 53,53 s | 7      | 1:47,53 min |
| 9    | Matthias Guggenberger     | Österreich     | 53,84 s | 8      | 53,82 s | 11     | 1:47,66 min |
| 10   | Jerry Rice                | Großbritannien | 54,12 s | 10     | 53,63 s | 9      | 1:47,75 min |
| 11   | Dominic Edward Parsons    | Großbritannien | 54,21 s | 11     | 53,74 s | 10     | 1:47,95 min |
| 12   | Ander Mirambell           | Spanien        | 54,44 s | 12     | DNQ     | DNQ    |             |
| 13   | Florian Auer              | Österreich     | 54,51 s | 13     | DNQ     | DNQ    |             |
| 14   | Alexander Auer            | Österreich     | 54,56 s | 14     | DNQ     | DNQ    |             |
| 15   | Wladyslaw Heraschkewitsch | Ukraine        | 54,64 s | 15     | DNQ     | DNQ    |             |
| 16   | Alexander Hanssen         | Norwegen       | 54,66 s | 16     | DNQ     | DNQ    |             |
| 17   | Ronald Auderset           | Schweiz        | 54,68 s | 17     | DNQ     | DNQ    |             |
| 18   | Manuel Schwaerzer         | Italien        | 54,70 s | 18     | DNQ     | DNQ    |             |
| 19   | Dorin Velicu              | Rumänien       | 54,76 s | 19     | DNQ     | DNQ    |             |
| 20   | Riet Graf                 | Schweiz        | 54,85 s | 20     | DNQ     | DNQ    |             |
| 21   | Joseph Luke Cecchini      | Italien        | 55,06 s | 21     | DNQ     | DNQ    |             |

## Medaillenspiegel
| Platz | Nation      | Gold | Silber | Bronze |
| ----- | ----------- | ---- | ------ | ------ |
| 1     | Deutschland | 3    | 3      | 3      |
| 2     | Russland    | 1    | 1      | —      |
| 3     | Lettland    | 1    | —      | 1      |
| 4     | Schweiz     | —    | 1      | —      |
| 5     | Österreich  | —    | —      | 1      |